# Prackendorfer und Kulzer Moos

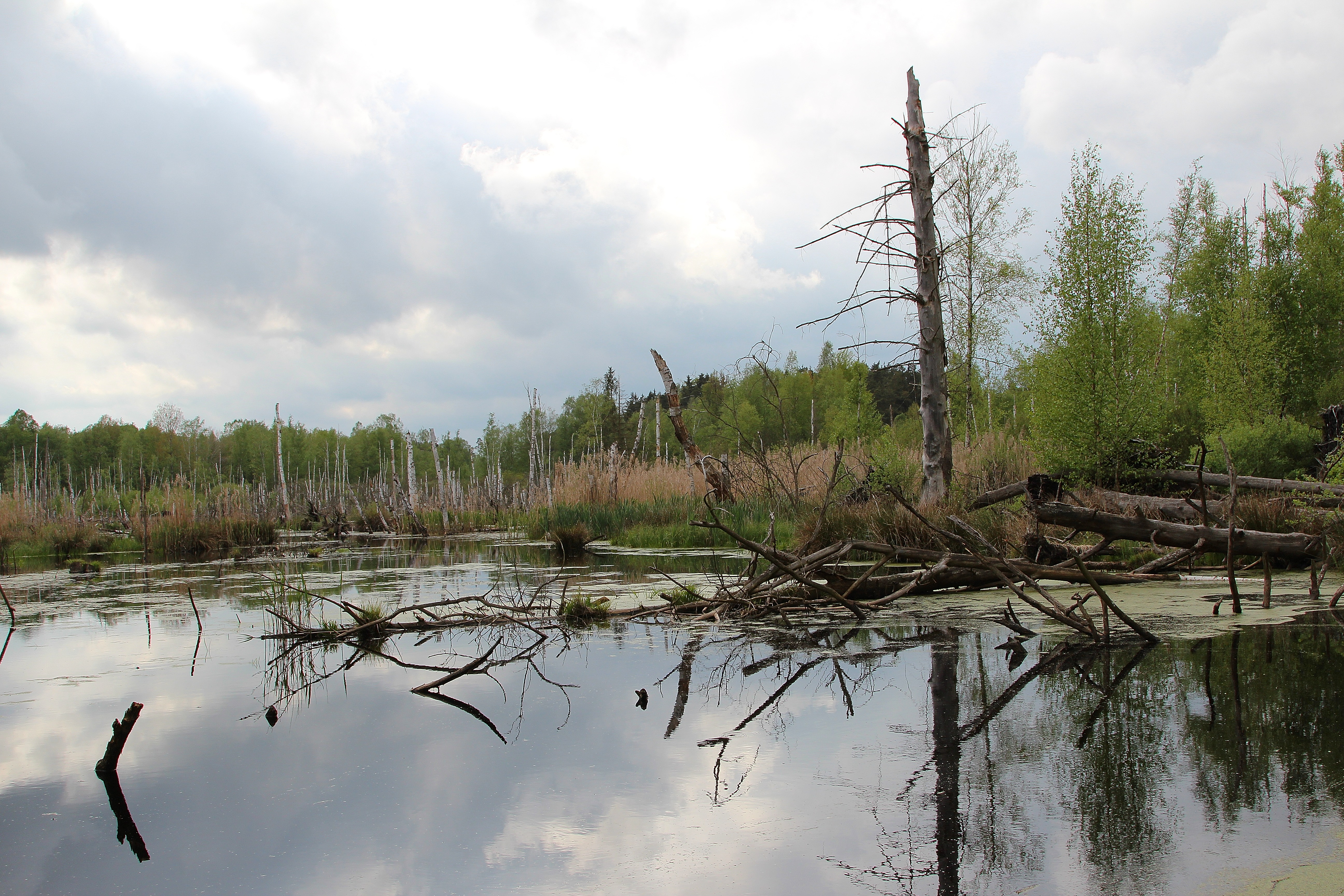
Kulzer Moos (2016)

Das Prackendorfer Moos mit dem östlichen gelegenen Kulzer Moos ist ein bei Dieterskirchen gelegenes Moorgebiet im oberpfälzischen Landkreis Schwandorf. Es ist seit 1987 ein Naturschutzgebiet mit einer Fläche von 80 ha.

## Torfgewinnung
Die mechanisierte Torfgewinnung reicht mindestens 200 Jahre zurück und beschäftigte 100 bis 200 Menschen. Bereits 1868 wurde die 3 bis 4 m mächtige Torfdecke auf einer Fläche von 66 ha abgebaut, zumeist in den Monaten Mai bis Juli. Im August erfolgte der Abtransport mit Ochsenkarren auf dem heutigen Lehrpfad. Um 1900 nahm eine (heute verfallene) Ziegelei am Nordrand des Kulzer Mooses ihren Betrieb auf. Bei der Ziegelherstellung wurde auch Brenntorf aus dem Moor gefeuert. Nach 1945 wurde sie wegen Unrentabilität aufgegeben, und 1960/65 auch die Torfnutzung in diesem Gebiet.

## Moorlehrpfad
Heute wird die Geschichte des Torfstichs in einem Moorlehrpfad dargestellt. Dieser führt auf einem Rundweg, teilweise über Holzstege, durch das Moor. 

## Bildergalerie

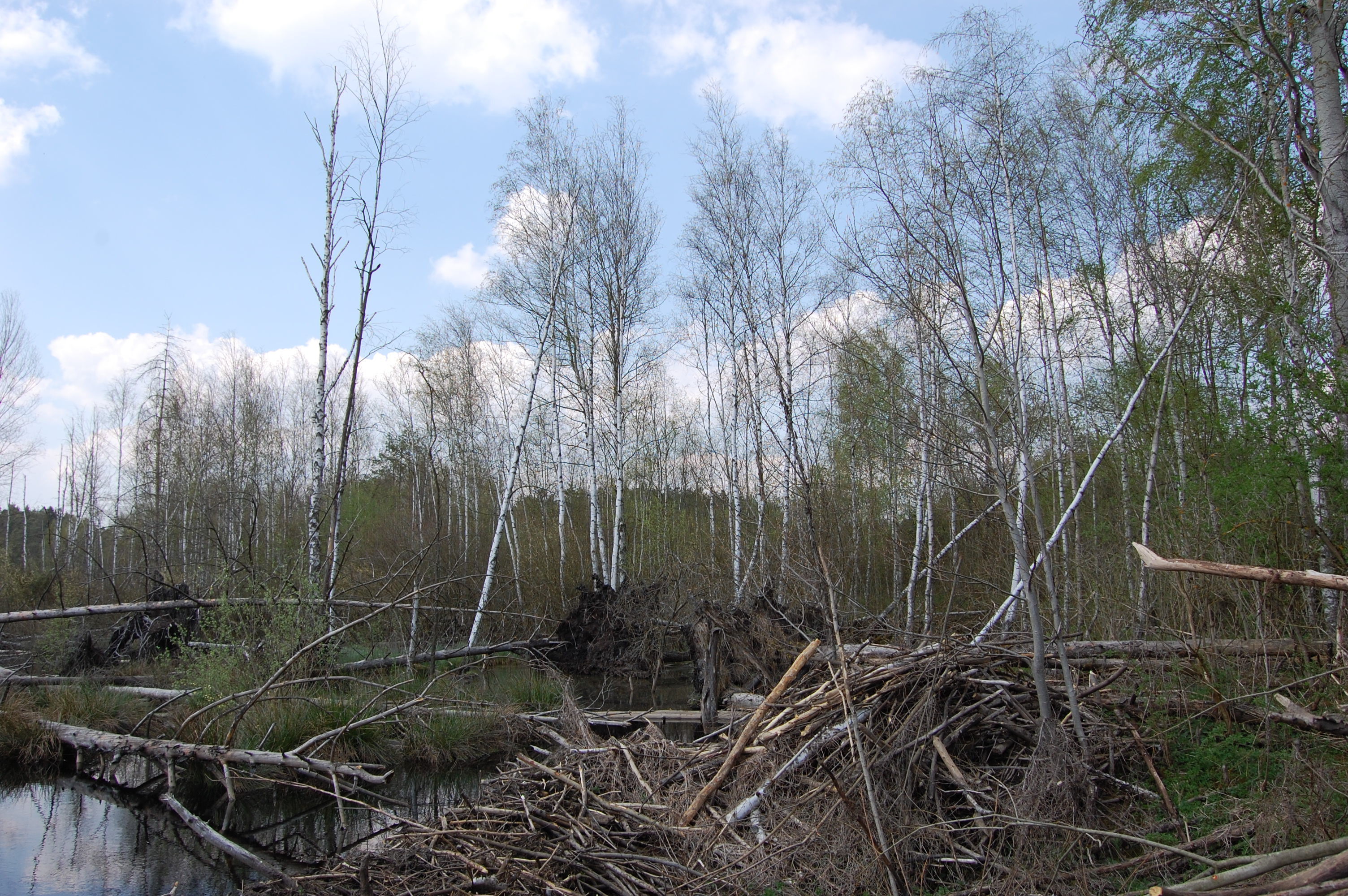
Moorgebiet
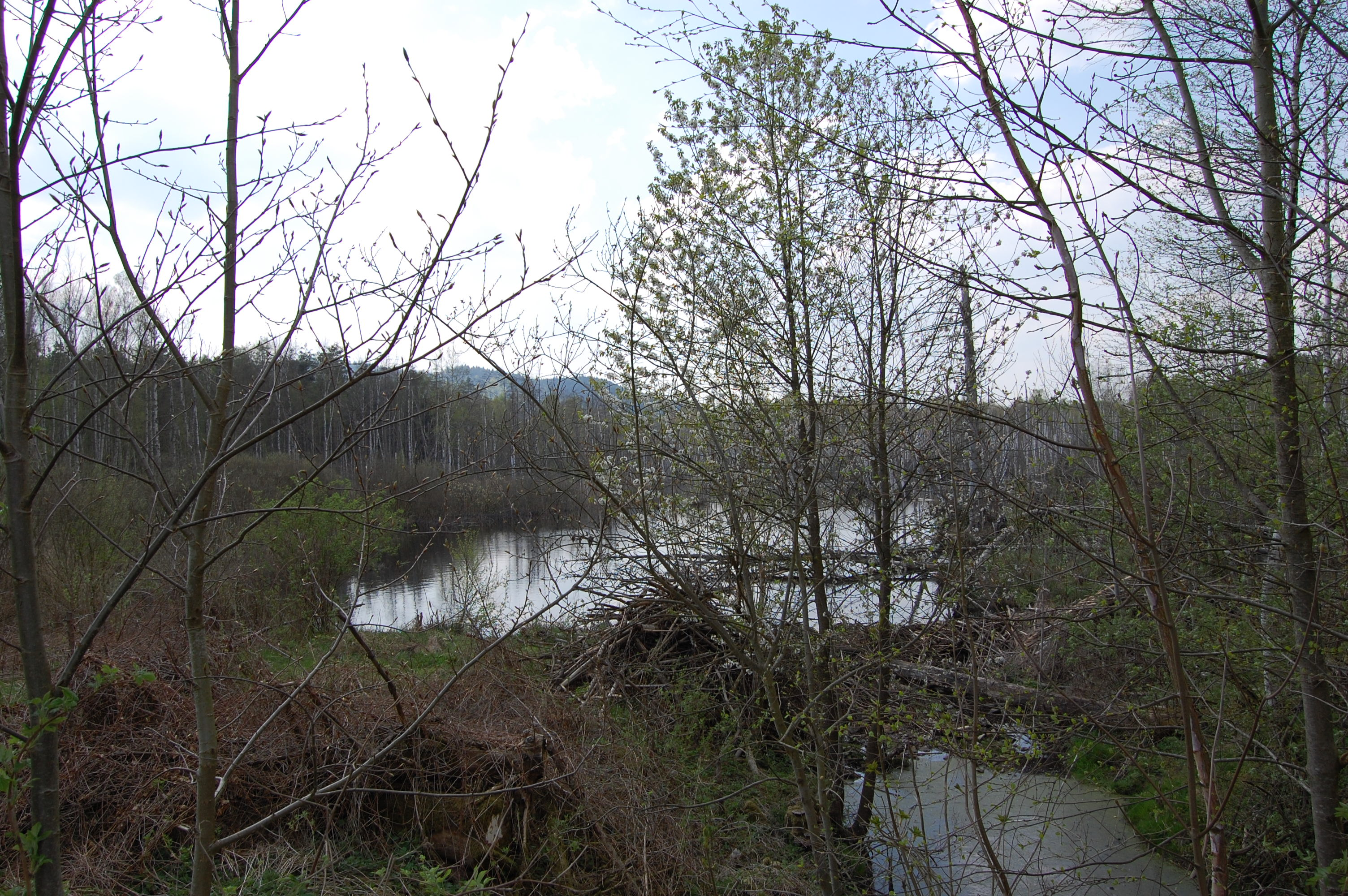
Moor bei Kulz
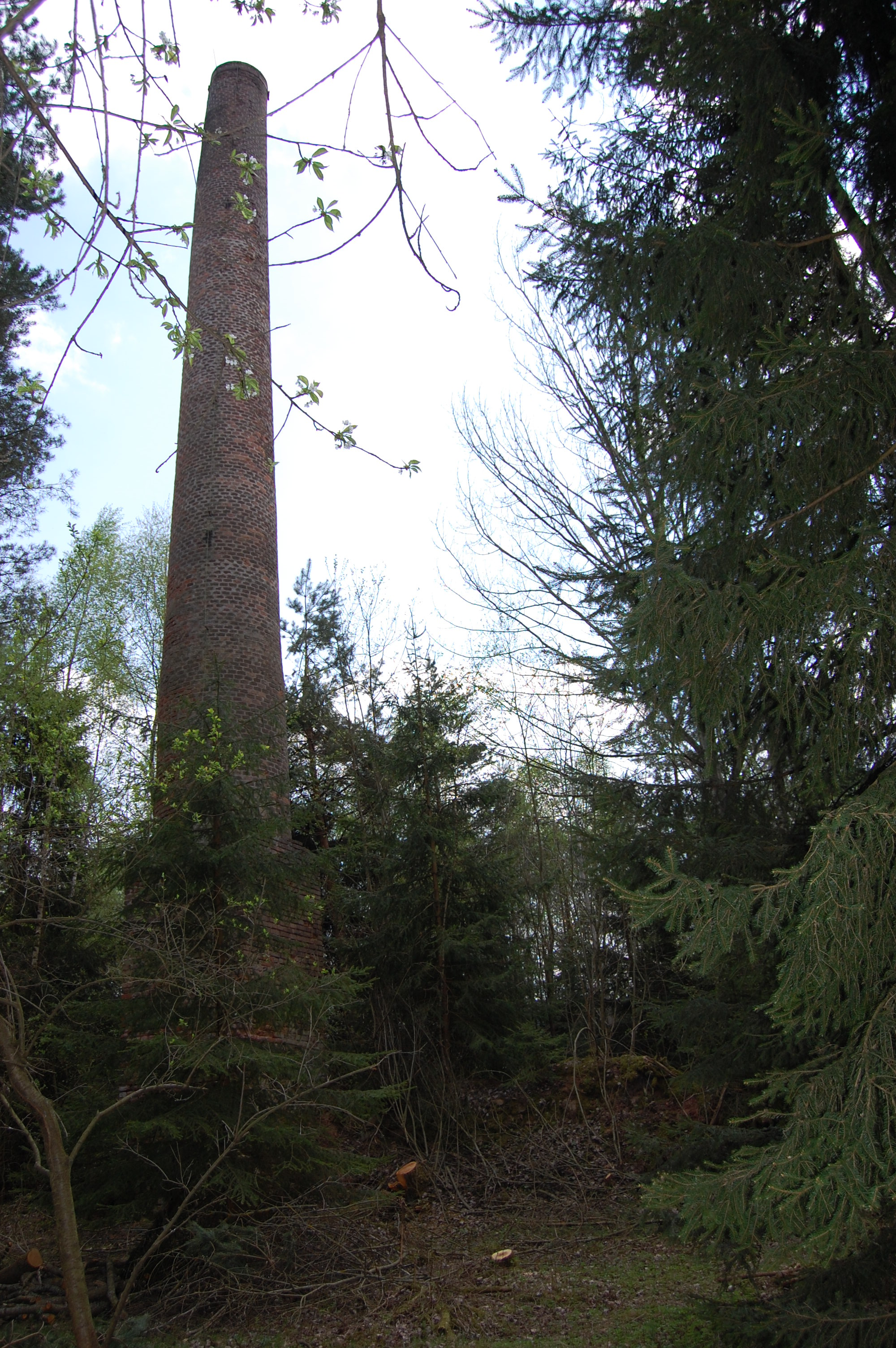
Alte Ziegelei